# 德米特里·伊万诺维奇·瓦西里耶夫
德米特里·伊万诺维奇·瓦西里耶夫（俄语：Дмитрий Иванович Васильев；1900年—1984年）是苏联電影導演。

## 生平
1900年生于亚速海港口城市葉伊斯克。1921年毕业于莫斯科矿业学院。1936年开始在莫斯科电影制片厂工作。1938年与谢尔盖·爱森斯坦共同执导了有声电影《亞歷山大·涅夫斯基》。后来执导的《纳希莫夫海军上将》获1947年斯大林奖一等奖。《茹科夫斯基》获1951年斯大林奖二等奖。1984年1月5日去世。安葬于瓦甘科沃公墓。

## 执导电影
| 年份 | 电影                  | 注释                          |
| ---- | --------------------- | ----------------------------- |
| 1937 | 《列宁在十月》        | 与米哈伊尔·罗姆共同执导       |
| 1938 | 《亞歷山大·涅夫斯基》 | 与谢尔盖·爱森斯坦共同执导     |
| 1943 | 《以祖国的名义》      | 与弗谢沃罗德·普多夫金共同执导 |
| 1950 | 《茹科夫斯基》        | 与弗谢沃罗德·普多夫金共同执导 |
| 1958 | 《蒂萨河上》          |                               |